# Rayong-Aquarium
Das Rayong-Aquarium (thailändisch สถานแสดงพันธุ์สัตว์น้ำระยอง) ist ein öffentliches Aquarium in der Stadt Rayong, Provinz Rayong.
Das Aquarium gehört der thailändischen Fischereibehörde und wird von dieser gemeinsam mit dem „Zentrum für Seefischfang und -forschung in Ost-Thailand“ betrieben. Es befinden sich hier 43 Aquarientanks, die eine Kapazität von einer bis vier Tonnen Wasser aufweisen. Außerdem bestehen ein gläserner Tunnel unter Wasser, ein außen gelegenes Haifischbecken, ein Muschelmuseum und eine Ausstellung von Fischerbooten.